# San Blas de los Sauces
San Blas de los Sauces is een departement in de Argentijnse provincie La Rioja. Het departement (Spaans:  departamento) heeft een oppervlakte van 1.590 km² en telt 4.048 inwoners.

## Plaatsen in departement San Blas de los Sauces
- Alpasinche
- Amuschina
- Andolucas
- Chaupihuasi
- Cuipan
- Las Talas
- Los Robles
- Salicas
- San Blas
- Schaqui
- Suriyaco
- Tuyubil